# حارة إدريس (همدان)

تعديل مصدري - تعديل

حارة ادريس هي إحدى قرى عزلة ربع همدان بمديرية همدان التابعة لمحافظة صنعاء، بلغ تعداد سكانها 805 نسمة حسب تعداد اليمن لعام 2004.